# Sun-Yung Alice Chang
Sun-Yung Alice Chang (Xi'an, 24 de març de 1948) és una matemàtica i professora universitària estatunidenca d'origen xinès, especialitzada en diverses àrees de l'anàlisi matemàtica que van des de l'anàlisi harmònica i les equacions diferencials en derivades parcials fins a la geometria diferencial. Dirigeix la Càtedra Eugene Higgins de Matemàtiques a la Universitat de Princeton.

## Trajectòria
Es va llicenciar en ciències el 1970 a la Universitat de Taiwan, i es va doctorar el 1974 per la Universitat de Califòrnia a Berkeley amb la tesi On the structure of some Douglas Subalgebras que estudia les funcions analítiques limitades. Es va convertir en professora titular a la Universitat de Califòrnia a Los Angeles (UCLA) el 1980, traslladant-se a Princeton el 1998.
Les seves recerques inclouen l'estudi de tipus geomètrics de les equacions diferencials en derivades parcials no lineals i els problemes en la geometria isospectral. Va contribuir en la investigacions sobre les equacions diferencials relacionades amb la geometria i la topologia treballant conjuntament amb el seu marit Paul Yang i altres investigadors.
Professora titular a la Universitat de Princeton des de 1998, abans havia estat professora convidada a la Universitat de Califòrnia a Berkeley, l'Institut d'Estudis Avançats de Princeton (Nova Jersey), i a l'Escola Politècnica Federal de Zuric, on va impartir classes el 2015.

El 2004, va ser entrevistada per Yu Kiang Leong per al llibre Creative Minds, Charmed Lives de l'Institut de Ciències Matemàtiques de la Universitat Nacional de Singapur al costat d'altres matemàtics i publicat el 2010, on Chang va declarar:
«En la comunitat matemàtica, hauríem de deixar lloc per a la gent que vol treballar a la seva manera. La recerca en matemàtiques no té només un enfocament científic; la naturalesa de les matemàtiques és de vegades propera a la de l'art. Algunes persones tenen un caràcter individualista i una manera de resoldre les coses individualment. També haurien de ser valorades. Hauria d'haver-hi espai per a la recerca individual i per a la recerca col·laborativa.»

## Premis i càrrecs
- Beca de recerca de la Fundació Alfred P. Sloan, entre 1979 i 1988.[9]
- Ponent convidada al Congrés Internacional de Matemàtics a Berkeley, el 1986.
- Vicepresidenta de la Societat Americana de Matemàtiques, entre 1989 i 1991.
- Premi Ruth Lyttle Satter de Matemàtiques concedit per l'American Mathematical Society, el 1995.
- Beca Guggenheim, el 1998.[10]
- Ponent principal en el Congrés Internacional de Matemàtiques a Pequín, el 2002.[11]
- Membre de l'Acadèmia Nord-americana de les Arts i les Ciències, el 2008.[12]
- Títol honorífic de la Université Pierre-et-Marie-Curie (UPMC), el 2013.[13]
- Membre de l'Acadèmia Nacional de Ciències dels Estats Units, el 2009.[14]
- Membre de l'Academia Sinica, el 2012.[15]
- Membre de la Societat Americana de Matemàtiques, el 2015.[16]

## Publicacions
- Chang, Sun-Yung A.; Yang, Paul C. Conformal deformation of metrics on {\displaystyle S^{2}}. J. Differential Geom. 27 (1988), no. 2, 259–296.
- Chang, Sun-Yung Alice; Yang, Paul C. Prescribing Gaussian curvature on {\displaystyle S^{2}}. Acta Math. 159 (1987), no. 3-4, 215–259.
- Chang, Sun-Yung A.; Yang, Paul C. Extremal metrics of zeta function determinants on 4-manifolds. Ann. of Math. (2) 142 (1995), no. 1, 171–212.
- Chang, Sun-Yung A.; Gursky, Matthew J.; Yang, Paul C. The scalar curvature equation on 2- and 3-spheres. Calc. Var. Partial Differential Equations 1 (1993), no. 2, 205–229.
- Chang, Sun-Yung A.; Gursky, Matthew J.; Yang, Paul C. An equation of Monge-Ampère type in conformal geometry, and four-manifolds of positive Ricci curvature. Ann. of Math. (2) 155 (2002), no. 3, 709–787.
- Chang, S.-Y. A.; Wilson, J. M.; Wolff, T. H. Some weighted norm inequalities concerning the Schrödinger operators. Comment. Math. Helv. 60 (1985), no. 2, 217–246.
- Carleson, Lennart; Chang, Sun-Yung A. On the existence of an extremal function for an inequality of J. Moser. Bull. Sci. Math. (2) 110 (1986), no. 2, 113–127.
- Chang, Sun-Yung A.; Fefferman, Robert Some recent developments in Fourier analysis and {\displaystyle H^{p}}-theory on product domains. Bull. Amer. Math. Soc. (N.S.) 12 (1985), no. 1, 1–43.
- Chang, Sun-Yung A.; Fefferman, Robert A continuous version of duality of {\displaystyle H^{1}} with BMO on the bidisc. Ann. of Math. (2) 112 (1980), no. 1, 179–201.